# 若山貴嗣
若山 貴嗣（わかやま よしつぐ、1970年7月23日 - ）は、日本の政治家。岐阜市議会議員（4期）。
政界入りするまでは岐阜放送の局員（1993年 - 2010年）であり、同社のアナウンサーや報道記者を歴任した。

## 経歴
岐阜県岐阜市出身。岐阜県立羽島北高等学校、大東文化大学卒業。
岐阜放送退社後の2011年4月24日、岐阜市議会議員選挙に初当選。2019年4月の選挙まで3期連続の当選。

### 岐阜放送時代に担当していた番組
- 定時ニュース
- さわやかワイドぎふTODAY[1]
- らぶらぶワイドぎふTODAY ※加藤義久アナの代役。
- きょうもそう快!BUNBUNラジオ
- 飛騨國テレビ
- 飛騨國ラジオ
- 夕がた屋テ!
- スポーツ中継（高校野球選手権岐阜大会など）
- 岐阜市議会中継[1]